# Jean Sutherland Boggs
Jean Sutherland Boggs, CC, Ph.D., FRSC, est née le 11 juin 1922 à Negritos au Pérou, et décédée le 22 août 2014, à Ottawa, est une historienne de l'Art et une directrice de musée.

## Biographie
Jean Sutherland Boggs fut diplômée de l'Université de Trinity College en histoire de l'art, ensuite de Radcliffe College (Ph.D.). 
En 1966 elle fut nommée directrice du Musée des beaux-arts du Canada à Ottawa, la première femme à atteindre ce poste, qu'elle quitte en 1976. Au cours de ces dix années elle fit de très belles acquisitions, dont des œuvres de Gian Lorenzo Bernini, d'Antonio Canova, de Jackson Pollock et d'Andy Warhol
Entre 1976 et 1979 elle enseigna à l'Université Harvard, puis dirigea  le Philadelphia Museum of Art entre 1978 et 1982. En 1983 le premier ministre Pierre Elliott Trudeau la choisit pour diriger la construction de deux musées à Ottawa, en collaboration avec les deux architectes, Moshe Safdie (Musée des beaux-arts du Canada) et Douglas Cardinal (Musée canadien de l'histoire).

## Spécialiste de Degas
Elle fut une spécialiste du peintre Edgar Degas auquel elle consacra de nombreux ouvrages,,:
- Degas, éd. Art Institute of Chicago, 1996,  (ISBN 9780810963245)
- Portraits by Degas, n° 2 de California studies in the history of art, éd. University of California Press, 1962
- Degas, a retrospective exhibition, Galeries nationales du Grand Palais (France), National Gallery of Canada, Metropolitan Museum of Art,

éd. Société Française de Promotion Artistique, 1988
- Degas pastels, éd. G. Braziller, 1992,  (ISBN 9780807612767)
- Degas at Harvard, avec Marjorie B. Cohn, éd. Harvard University Art Museums, 2005,  (ISBN 9781891771408)
- Drawings by Degas, éd. City Art Museum of Saint Louis, 1966
- Interiors by Degas, éd.	National Magazine Company, 1988
- Degas at the Races, avec Shelley Sturman, Daphne Barbour, Kimberly Jones, éd. National Gallery of Art, 1998,  (ISBN 9780300075175)

## Publications surPicasso
- Picasso et la Suite Vollard, éd. Galerie nationale du Canada, 1971.
- Gertrude Stein et Picasso et Juan Gris: à la Galerie nationale du Canada, Ottawa, du 25 juin au 15 août 1971, éd. Galerie nationale du Canada, 1971.
- Picasso and Things, éd. Cleveland Museum of Art, 1992,  (ISBN 9780940717152).

## Distinctions
Jean Sutherland Boggs était membre de la Société royale du Canada.
- 1973 -  Officier de l'Ordre du Canada[8]
- 1992 -  Compagnon de l'Ordre du Canada[8]